# Chiesa di San Rocco (Lodi)
La chiesa di San Rocco è una chiesa parrocchiale cattolica della città italiana di Lodi, posta nel quartiere del Borgo Adda, presso il ponte Napoleone Bonaparte.

## Storia

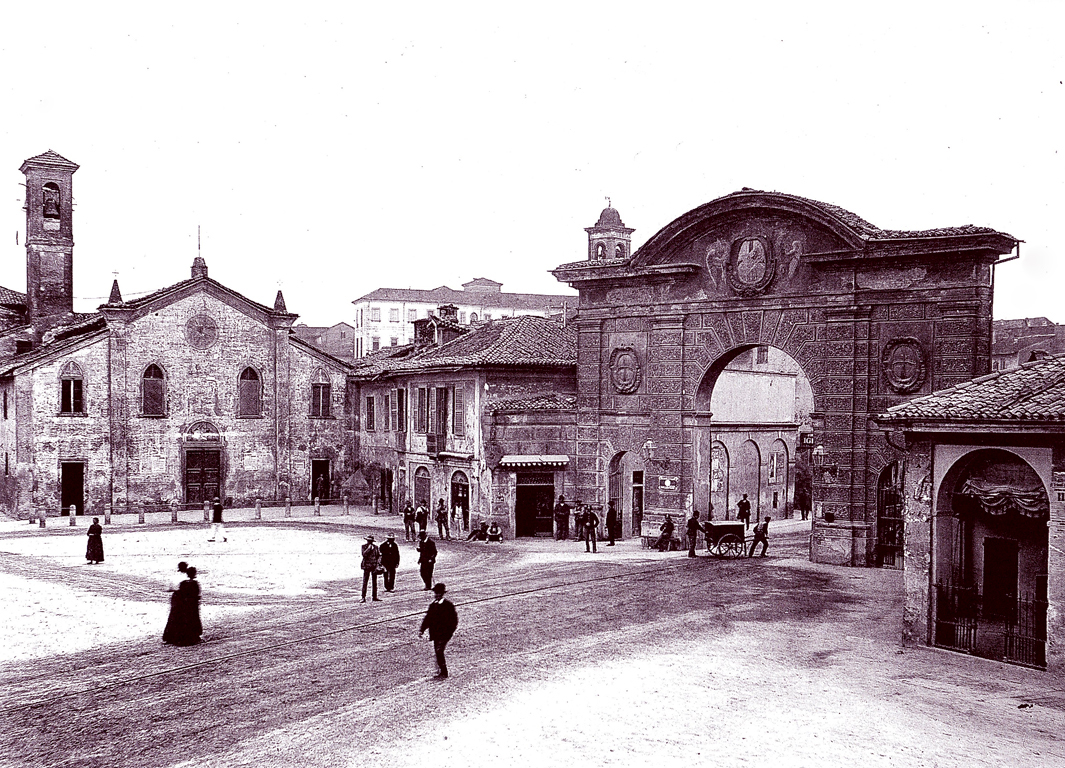
La vecchia chiesa di San Rocco affiancata da Porta d'Adda

Nei secoli passati esistevano a Lodi quattro chiese dedicate a san Rocco, tutte poste in corrispondenza delle porte cittadine a protezione delle pestilenze.
Nel Seicento, con la distruzione di tutti i borghi extramurali eccetto il Borgo Adda, tre delle quattro chiese scomparvero; rimase così la sola chiesa di San Rocco fuori di Porta d'Adda.
La chiesa era originariamente compresa nella parrocchia di San Giacomo; con la soppressione di questa nel 1789, San Rocco passò per breve tempo sotto la parrocchia della Fontana, per essere poi eretta essa stessa in parrocchia nel 1791.
Agli inizi del Novecento, la vecchia chiesa di San Rocco si rivelava sempre più inadeguata per le sue funzioni: secondo le testimonianze dell'epoca risultava di capienza insufficiente ad accogliere la popolazione parrocchiale; inoltre se ne lamentavano lo scarso valore architettonico e le condizioni igieniche precarie. Il parroco, don Ponzoni, ne propose pertanto la demolizione e la sua sostituzione con una nuova chiesa di dimensioni maggiori, a scapito della piazza antistante. Il progetto fu approvato dal consiglio comunale nel 1906, che decise anche l'abbattimento dell'arco di Porta d'Adda, posto proprio a fianco della chiesa.
Abbattuta la vecchia chiesina, il 31 maggio 1909 si tenne la solenne cerimonia della posa della prima pietra, alla presenza del vescovo Giovanni Battista Rota e del padre barnabita Cesare Maria Barzaghi. La nuova chiesa fu progettata in stile neoromanico dall'architetto Cecilio Arpesani di Milano, autore in quella città della basilica di Sant'Agostino, di disegno molto simile.
I lavori vennero eseguiti dalla Società lodigiana lavori in cemento e si conclusero il 28 maggio 1911, data della consacrazione.
La torre campanaria fu inizialmente costruita fino a circa metà dell'altezza prevista; venne infine compiuta e inaugurata il 25 settembre 1937 dal vescovo Calchi Novati. Sulla torre venne ricollocato il vecchio orologio del campanile del Duomo, risalente al 1787 e fornito di un quadruplice quadrante; alla base della torre venne murata una lapide in memoria dei caduti della guerra d'Etiopia e celebrativa della proclamazione dell'Impero.

## Caratteristiche

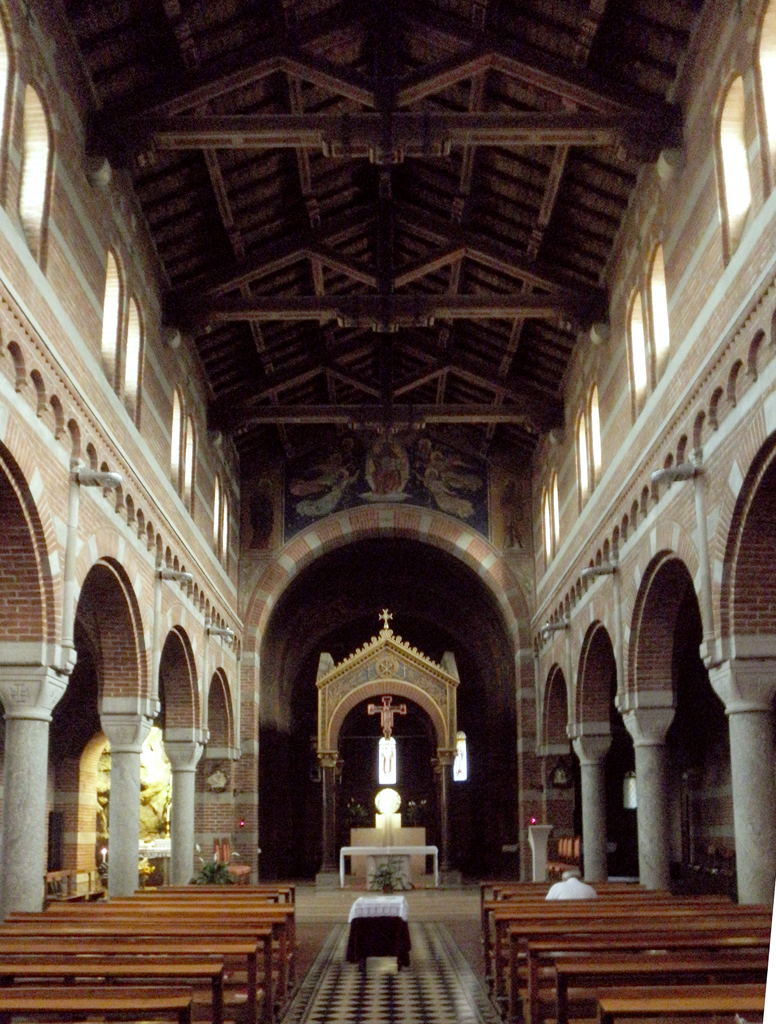
L'interno

La chiesa, in stile neoromanico, è un edificio a tre navate con facciata a salienti in mattoni e in pietra, decorata da archetti pensili.
La casa parrocchiale, posta a destra della facciata, riprende lo stesso disegno della chiesa.

### Fonti
- Giovanni Agnelli, Lodi ed il suo territorio nella storia, nella geografia e nell'arte, Lodi, Lodigraf, 1990  [1917],  p. 313, ISBN 88-7121-046-8.
- Il Campanile e l'orologio di S. Rocco in Borgo Adda, in Archivio storico per la città e i comuni del Territorio Lodigiano e della Diocesi di Lodi, anno LVI, Lodi, 2º Semestre 1937,  pp. 233-234, ISSN 0004-0347 (WC · ACNP).
- Margherita Cerri, L'architettura, in Ercole Ongaro (a cura di), Il Lodigiano nel Novecento. La cultura, Milano, Franco Angeli, 2006,  pp. 201-240, ISBN 88-464-7142-3.

### Testi di approfondimento
- Giancarlo Rezzonico, San Rocco in Borgo Adda a Lodi. La plurisecolare devozione al Santo e i duecento anni di vita della parrocchia, Lodi, edito dalla parrocchia, 1991, ISBN non esistente, SBN CFI0184522.